# Вайтерсборн
Вайтерсборн (нем. Weitersborn) — община в Германии, в земле Рейнланд-Пфальц. 
Входит в состав района Бад-Кройцнах. Подчиняется управлению Кирн-Ланд.  Население составляет 261 человек (на 31 декабря 2010 года). Занимает площадь 3,12 км².